# Stratiomys diademata
Stratiomys diademata är en tvåvingeart som beskrevs av Jacques-Marie-Frangile Bigot 1887. Stratiomys diademata ingår i släktet Stratiomys och familjen vapenflugor. Inga underarter finns listade i Catalogue of Life.